# Hydatophylax primoryensis
Hydatophylax primoryensis är en nattsländeart som beskrevs av Nimmo 1995. Hydatophylax primoryensis ingår i släktet Hydatophylax och familjen husmasknattsländor. Inga underarter finns listade i Catalogue of Life.